# Czarnocin (województwo zachodniopomorskie)
Czarnocin (do 1945 niem. Zartenthin) – osada sołecka położona w województwie zachodniopomorskim, w powiecie goleniowskim, w gminie Stepnica. Miejscowość o charakterze turystycznym, nad Zalewem Szczecińskim na Równinie Goleniowskiej (tereny łąkowo-leśne, podmokłe), ostatnia wieś przy drodze prowadzącej ze Stepnicy przez Gąsierzyno i Kopice.
Według danych z 31 grudnia 2009 r. osadę zamieszkiwało 318 osób.
Na północ od wsi do Zalewu Szczecińskiego uchodzi Kanał Czarnociński.

## Nazwa
Miejscowość ma metrykę średniowieczną. Notowana jest w różnych formach w historycznych dokumentach od XIV wieku: Ceretin (1318), Zartenthin (1784), Zartenthin (1829), Czarnocin (1945). Językoznawcy identyfikują pierwszy zapis Ceretin z nazwą Czarcin, od nazwy czart czyli diabeł z dodanym sufiksem -in.

## Historia
Wieś została założona w średniowieczu, po raz pierwszy wzmiankowana w źródłach w roku 1318 jako Ceretin.
Dawny zespół folwarczny został w części zniszczony, a pozostałe budynki, dawniej użytkowane przez PGR, dzisiaj stoją puste i sprawiają bardzo negatywne wrażenie. Przebudowano dwór z przełomu XIX i XX wieku, który nie stanowi wartości zabytkowej. Z budynków folwarcznych warto zwrócić uwagę jedynie na suszarnię. Większość domów we wsi to PGR-owskie bloki, zachowało się jednak kilka murowanych budynków mieszkalnych sprzed II wojny światowej (lata 30. XX wieku). Zaniedbany jest już prawie niewidoczny cmentarz ewangelicki w południowej części wsi. Do najciekawszych obiektów należy niewątpliwie park leśny z aleją centralną, łączącą dawny dwór z plażą nad zalewem, rośnie tam wiele ciekawych gatunków drzew. Obok parku znajduje się jeszcze budynek dawnej szkoły, jeden z większych w gminie, murowany, z elementami ryglowymi, o nieznacznej wartości zabytkowej.
Park w typie założenia leśnego z centralną aleją, wytyczoną w osi dworu, prowadzącą do Zalewu. Na północnym skraju parku, bezpośrednio przy szosie, ulokowany jest kompleks budynków dawnej szkoły Wehrmachtu lub SS; budynek główny o wielkokubaturowej formie, murowano-ryglowy, stanowi element zabudowy o wartościach kulturowych, a nawet zabytkowych. 
Miejscowość posiada bazę noclegową złożoną z dwóch obiektów. Pierwszy z nich to Ośrodek Rekreacyjno-Sportowy „Gumiś”, założony przez znanego na Pomorzu Zachodnim trenera piłki nożnej Zbigniewa Gumiennego, posiadający 70 miejsc noclegowych, boiska do gry w piłkę nożną, siatkówkę, koszykówkę oraz fragment plaży. Jest to ośrodek sezonowy. W przeciwieństwie do niego Szkoła Aktywnego Wypoczynku „Frajda”, oferująca 90 miejsc noclegowych, położona tuż obok, jest czynna cały rok. Szkoła posiada przestronne podwórko z boiskami i miejscem na ognisko, jest oddalona ok. 0,3 km od plaży. Oferuje obozy winsurfingowe, językowe, wypoczynkowe, konne, taneczne, żeglarskie, cyrkowe, ofertę dla dzieci najmłodszych oraz krótkie pobyty w ramach wycieczek szkolnych. 
Atutem Czarnocina jest czysta plaża oraz płytkie wody Zalewu Szczecińskiego przyciągają amatorów pływania, windsurfingu, zaś kanały i rowy wędkarzy. Okoliczne tereny łąkowe przyciągają turystów pieszych i rowerowych, spragnionych dzikiej przyrody. Rolnicy z Czarnocina posiadają również stada ciekawych zwierząt: holenderskich krów, pomorskich owiec oraz koników polskich.
Na wschód i północny wschód od wsi rezerwat przyrody "Czarnocin", torfowiskowy, o powierzchni 419,38 ha, założony w 1974. Przez rezerwat i wieś prowadzi znakowany  zielony turystyczny Szlak Stepnicki (Stepnica → Wolin) oraz zielony  Międzynarodowy szlak rowerowy wokół Zalewu Szczecińskiego R-66.

### Przynależność polityczno-administracyjna
|                   | Okres        | Jednostki podziału terytorialnego                                                         |
| ----------------- | ------------ | ----------------------------------------------------------------------------------------- |
| Związek Niemiecki | 1815–1866    | Związek Niemiecki, Królestwo Prus, prowincja Pomorze                                      |
|                   | 1866–1871    | Związek Północnoniemiecki, Królestwo Prus, prowincja Pomorze                              |
|                   | 1871–1918    | Cesarstwo Niemieckie, Królestwo Prus, prowincja Pomorze                                   |
|                   | 1919–1933    | Rzesza Niemiecka (Republika Weimarska), kraj związkowy Prusy, prowincja Pomorze           |
| III Rzesza        | 1933–1945    | III Rzesza, prowincja Pomorze                                                             |
| Polska            | 1945 - 1950  | Rzeczpospolita Polska (Polska Ludowa), województwo szczecińskie                           |
| Polska            | 1950 - 1956  | Rzeczpospolita Polska (Polska Ludowa), województwo szczecińskie                           |
| Polska            | 1957 - 1975  | Polska Rzeczpospolita Ludowa, województwo szczecińskie                                    |
| Polska            | 1975 - 1989  | Polska Rzeczpospolita Ludowa, województwo szczecińskie                                    |
| Polska            | 1989 - 1998  | Rzeczpospolita Polska, województwo szczecińskie, gmina Stepnica                           |
| Polska            | 1999 - teraz | Rzeczpospolita Polska, województwo zachodniopomorskie, powiat goleniowski, gmina Stepnica |